# 高碘酸钠
高碘酸钠是高碘酸的钠盐，有两种形式，偏高碘酸钠（化学式：NaIO4）和原高碘酸钠（化学式：Na5IO6），都可用作有机合成中的氧化剂。
高碘酸钠密度为3.865g/cm3，可溶于水，加热时分解为碘酸钠（NaIO3）和氧气。加入二氧化锰会使分解速度加快。
偏高碘酸钠、偏高碘酸钾和高碘酸的水溶液都可氧化偕二醇、邻多元醇、α-羟基酸、α-二酮、α-氨基酮、1-氨基-2-羟基化合物，使碳-碳键断裂，生成相应的羰基化合物醛酮。反应是定量的，可用于推测反应物的结构。